# 豊岡町 (兵庫県)
豊岡町（とよおかちょう）は、兵庫県城崎郡にあった町。現在の豊岡市の中心部にあたる。

## 地理
- 河川：円山川、戸牧川

## 歴史
- 1889年（明治22年）4月1日 - 町村制の施行により、豊岡京口町・豊岡新町・豊岡小尾崎町・豊岡豊田町・豊岡南本町・豊岡本町・豊岡宵田町・豊岡中町・豊岡滋茂町・豊岡竹屋町・豊岡新屋敷町・豊岡小田井町・豊岡久保町・豊岡寺町・豊岡永井町・永井分の区域をもって発足。
- 1933年（昭和8年）4月1日 - 八条村および新田村の一部（大字立野）を編入。
- 1943年（昭和18年）4月1日 - 田鶴野村を編入。
- 1943年（昭和18年）8月1日 - 三江村を編入。
- 1950年（昭和25年）4月1日 - 五荘村・新田村・中筋村と合併して豊岡市が発足。同日豊岡町廃止。

## 交通

### 鉄道路線
- 日本国有鉄道
  - 山陰本線
    - 豊岡駅

  - 宮津線（現・京都丹後鉄道宮豊線）
    - 豊岡駅 - 但馬三江駅